# 대동군
대동군(大同郡)은 평안남도 남서부에 있는 군이다. 평양과 인접해 있다. 평안남도에서는 농업 생산력이 가장 높은 편에 속하는 곡창 지대이다. 

## 지리
평양의 서쪽에 있으며, 북쪽은 평원군, 서쪽은 증산군, 서남쪽은 온천군, 남쪽은 강서군, 천리마군과 접해 있다.

## 역사
본래 평양부였으나, 일제강점기인 1914년에 평양부의 영역을 시가지 일대로 축소시키고, 평양부의 교외 지역을 17개면으로 재편하여 대동군을 신설하였다.
| 구행정구역 | 구행정구역         | 신행정구역 | 신행정구역     |
| ---------- | ------------------ | ---------- | -------------- |
| 평양부     | 융덕면(隆德面)     | 평양부일원 | 평양부일원     |
| 평양부     | 융흥면(隆興面)     | 평양부일원 | 평양부일원     |
| 평양부     | 내천면(內川面)     | 평양부일원 | 평양부일원     |
| 평양부     | 외천면(外川面)     | 평양부일원 | 평양부일원     |
| 평양부     | 대흥면(大興面)     | 평양부일원 | 평양부일원     |
| 평양부     | 평천면(平川面)     | 대동군     | 고평면(古平面) |
| 평양부     | 고순화면(古順和面) | 대동군     | 고평면(古平面) |
| 평양부     | 돌곶면(石串面)     | 대동군     | 남곶면(南串面) |
| 평양부     | 남제산면(南祭山面) | 대동군     | 남곶면(南串面) |
| 평양부     | 서제산면(西祭山面) | 대동군     | 김제면(金祭面) |
| 평양부     | 금려대면(金呂垈面) | 대동군     | 김제면(金祭面) |

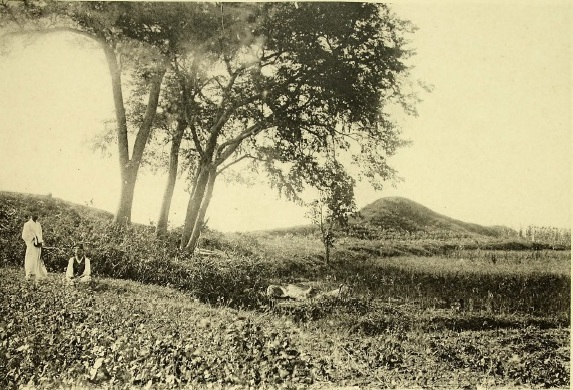
1915년경, 대동강면의 전경

 1914년 당시 고평면(古平面), 김제면(金祭面), 남곶면(南串面), 시족면(柴足面), 부산면(斧山面), 재경리면(在京里面), 용산면(龍山面), 청룡면(靑龍面), 추을미면(秋乙美面), 서천면(西川面), 율리면(栗里面), 용연면(龍淵面), 남형제산면(南兄弟山面), 대보면(大寶面), 임원면(林原面), 대동강면(大同江面), 용악면(龍岳面)의 17개 면으로 구성되었으며, 1938년 추을미면, 서천면, 대동강면의 3개 면이 평양부에 편입되었다. 1945년 8월 15일 광복 당시 14개 면으로 이루어져 있었으나, 1952년에 대동군 일부가 동쪽의 평양시에 편입되고 1읍 24리로 재편되었다.
1945년 ~ 1946년 그 잠깐 사이에 김일성의 할아버지인 김보현이 태수로 재직하기도 했다.

## 행정 구역
1959년에 평양시 확장으로 대동읍과 여러 지역(서포리, 하당리, 만경대리, 화성리, 청계리, 룡봉리, 룡산리, 당촌리, 고천리, 천남리)이 편입되면서 시정리가 대동읍이 되었으며 증산군 마산리, 성삼리, 연곡리, 가장리, 반석리, 강서군 팔청리, 대보산리가 넘어왔으며 1961년에 대동읍이 시정로동자구로 개편하고 원장리가 대동읍이 됐다. 1972년에는 순안군이 평양시의 순안구역으로 개편하면서 상서리, 판교리, 중석화리, 오금리가 대동군에 넘어왔다.
현재 대동군에는 1읍(대동읍(大同邑))과 1구(시정로동자구(柴井勞動者區)), 21리(장산리(長山里), 원천리(元川里), 순화리(順和里), 가장리(可庄里), 연곡리(硯谷里), 성삼리(星三里), 성칠리(星七里), 금정리(金井里), 마산리(馬山里), 덕화리(德華里), 덕촌리(德村里), 서제리(西祭里), 학수리(鶴水里), 고산리(孤山里), 와우리(臥牛里), 상서리(上西里), 판교리(板橋里), 중석화리(中石花里), 오금리(梧琴里), 팔청리(八靑里), 반석리(班石里))가 있다.

## 교통
평양-대동-증산 간 도로, 순안-대동-천리마 도로, 순화강의 수운이 있다.